# Hell-Born (EP)
Hell-Born è un EP dell'omonima black/death metal band polacca.

## Disco
Hell-Born costituisce la prima pubblicazione ufficiale della band, e l'unica con la formazione originale, la quale includeva i soli Adam Muraszko e Leszek Dziegielewski. L'EP contiene cinque brani: i primi quattro sono originali, mentre l'ultimo è una cover della thrash metal band tedesca Destruction. I quattro brani originali vennero successivamente pubblicati nel loro primo full-length, Hellblast.

## Tracce
Testi di Lord Ravenlock e musiche di Lord Ravenlock e Les, tranne dove indicato.
1. Inverted – 5:56
2. Hellraiser – 5:49
3. Those Are Dead But Shall Rise – 5:32
4. Merciless Onslaught – 4:31
5. Antichrist (Destruction cover) – 3:37

## Formazione
- Lord Ravenlock – voce, batteria
- Les – chitarre, basso